# Bajo la piel (disco de Green Valley)
Bajo la Piel es el sexto disco de la banda española de reggae Green Valley. Fue lanzado el 25 de abril de 2019, con colaboraciones como SFDK o Macaco o los peruanos Laguna Pai.

## Información
El disco cuenta con mucho mensaje social y muchos mensajes de amor de pareja, hijos y de amistad. La banda ha hecho una apuesta muy importante por la producción y una apertura musical a otros géneros del pop, del reggae o el rap.

## Promoción

#### Sencillos
El 22 de febrero de 2019, lanzaron el sencillo Donde Irán, con el que aborda la inmigración, la xenofobia y el racismo en cierta medida. Esta canción fue inspiración para lanzar un documental al que anteriormente sería un making off.El 22 de marzo de 2019 lanzaron el sencillo Nunca Pararé junto al dúo sevillano SFDK y el 19 de abril del mismo año sacaron La Niña de la Plata, una canción a la cual fue dedicada a su mujer.

## Recepción
La revista MondoSonoro lo consideró el tercer mejor disco nacional de mestizaje de 2019, después de Gertrudis con "No em dóna la gana" y Macaco con "Civilizado como los animales"

## Lista de canciones
1. Dónde Irán
2. Sol y Luna
3. Ya me Cansé
4. Nunca Pararé (con SFDK)
5. Somos Luz
6. La Niña de la Plata
7. Caminando (con Macaco)
8. El Mundo Llora (con Laguna Pai)
9. Don Ramiro
10. El Criminal
11. Soñar
12. Un Amigo

## Posicionamiento en listas
| Lista               | Mejor posición | Ref.  |
| ------------------- | -------------- | ----- |
| España (PROMUSICAE) | 17             | [ 7 ] |